# Cora Canne Meijer

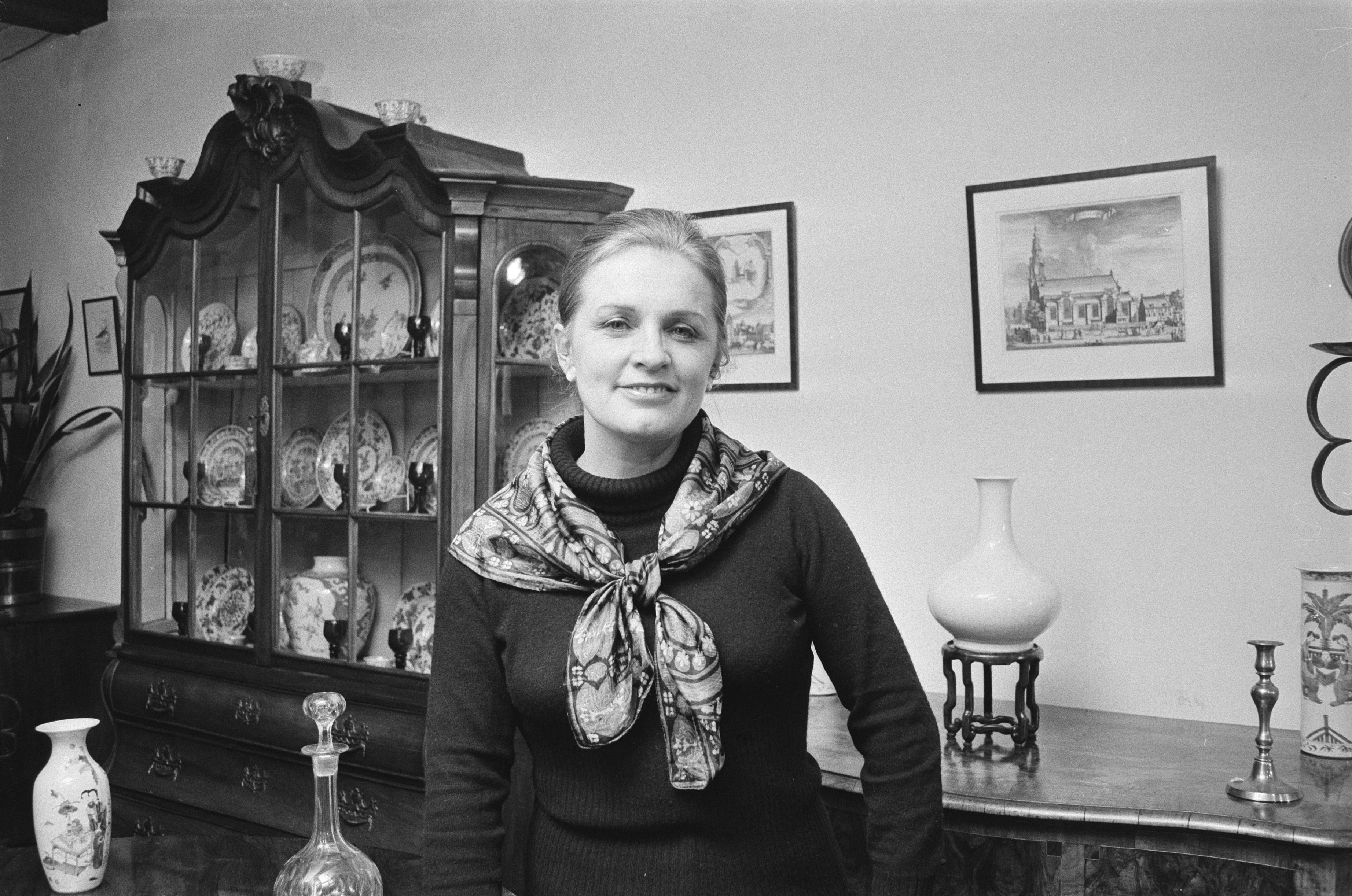
Cora Canne Meijer (1978)

Cora Canne Meijer, auch Canne-Meijer, (* 11. August 1929 in Amsterdam; † 25. August 2020 in Laren) war eine niederländische Opernsängerin (Mezzosopran/Alt).

## Leben

### Ausbildung und Anfangsjahre
Cora Canne Meijer sang ab dem Alter von sechs Jahren in einem Kinderchor. Nachdem sie eine Schallplatte mit Liedern von Franz Schubert geschenkt bekommen hatte, entschied sie sich für eine Gesangskarriere.
Ihr Gesangsstudium absolvierte sie am Amsterdamer Konservatorium bei Jan Keizer und bei Ré Koster. Zur weiteren Ausbildung ihrer Stimme ging sie zunächst nach Paris und später nach Wien, wo sie bei Alfred Jerger studierte. Auf der Bühne debütierte sie 1950 in der kleinen Rolle der Annina in La Traviata bei der Niederländischen Oper. In den ersten Jahren ihrer Karriere erhielt sie in Amsterdam zunächst nur viele kleinere Rollen, übernahm später dort aber auch größere Rollen wie Prinz Orlofsky, Cherubino und die Rosina. 1951 sang sie an der Niederländischen Oper Amsterdam die Titelrolle in der Oper Mignon von Ambroise Thomas.
Ihr internationaler Durchbruch erfolgte im Sommer 1956 bei den Festspielen von Glyndebourne als Cherubino in Le nozze di Figaro. Im gleichen Sommer sang sie dort auch noch die 2. Dame in Die Zauberflöte und die böse Stiefschwester Tisbe in La Cenerentola. 1959 gastierte sie bei den Salzburger Festspielen als Lisetta in Haydns Die Welt auf dem Monde. 1960–1962 war sie mit einem Zweijahresvertrag am Opernhaus Zürich engagiert.

### Niederländische Oper (DNO)
Ab den 60er Jahren trat sie immer wieder bei der Niederländischen Oper (DNO) in Amsterdam auf, wo sie eine große Karriere als Mezzosopranistin hatte. Zu ihren Glanzrollen dort gehörte insbesondere die Carmen, aber auch die bösartige Sekretärin in The Consul. Die Carmen sang sie im Laufe ihrer Karriere über 160 Mal, bei Aufführungen in der Schweiz und in verschiedenen europäischen Ländern, auch in mehreren Sprachen auf Deutsch, Französisch und sogar auf Niederländisch. 1971 sang sie die Carmen mit großem Erfolg in einer Aufführungsserie in der Amsterdamer Schouwburg in einer Produktion, in der sie auf Einladung des Intendanten Hans de Roo kurzfristig für eine erkrankte Kollegin eingesprungen war. In den 80er Jahren gehörte sie an der Niederländischen Oper neben Cristina Deutekom, Adriaan van Limpt und Jan Derksen zu dem legendären, ausschließlich aus holländischen Sängern bestehenden Sängerquartett in den Aufführungen von Verdis Il trovatore. 1982 sang sie ihre letzte Carmen-Aufführungsserie bei der DNO. Weitere Rollen Canne Meijers bei der Niederländischen Oper waren die Charlotte in Werther und der Komponist in Ariadne auf Naxos. Ihr letzter Auftritt bei der Nederlandse Operastichting war im November 1986 als Bianca in Brittens The Rape of Lucretia.

### Gastspiele und Uraufführungen
Cora Canne Meijer gastierte an verschiedenen französischen Opernhäusern, in Brüssel und Lissabon. 1959 trat sie am Opernhaus von Monte Carlo als Prinz Orlowsky auf, 1970 dort dann als Dulcinée in Don Quichotte von Jules Massenet. Im September 1961 gastierte sie an der Wiener Staatsoper als Cherubino.
Im Juni 1958 sang sie beim Holland Festival in Den Haag (Koninklijke Schouwburg) in der Uraufführung der Oper François Villon von Sem Dresden. Im April 1963 gastierte sie am Grand Théâtre de Genève in der Uraufführung von Frank Martins Oper Monsieur de Pourceaugnac, im Juni 1966 sang sie dort in der Uraufführung von Darius Milhauds Oper La mère coupable. 1968 war sie am Opernhaus von Marseille in der französischen Erstaufführung der Oper The Mines of Sulphur von Richard Rodney Bennett zu hören. 1970 sang sie am Opernhaus von Marseille in der Uraufführung von Marina Pineda von Henri Sauguet.

### Späte Jahre
Cora Canne Meijer wirkte nach Beendigung ihrer Bühnenkarriere als Pädagogin am Sweelinck-Konservatorium in Amsterdam und führte Regie bei Opernaufführungen (Die Zauberflöte, Amsterdam 1969).
Ihren offiziellen Abschied von der Opernbühne nahm sie im März 1996, als sie bei einer Aufführung der Oper Andrea Chénier im Concertgebouw Amsterdam die Rolle der alten Madelon sang. 1999 trat sie in einer konzertanten Aufführung der Oper Gianni Schicchi in Vredenburg in der Rolle der Zita zum letzten Mal als Sängerin öffentlich auf.
Cora Canne Meijer starb im August 2020 im Alter von 91 Jahren im Rosa Spier Huis in Laren.

## Stimme und Repertoire
Cora Canne Meijer verfügte über einen Mezzosopran mit einem „leuchtenden, klaren Timbre“. Zu ihren wichtigen Hauptrollen neben der Carmen gehörten insbesondere Mozart- und Verdi-Partien: Dorabella in Così fan tutte, Amneris in Aida, Ulrica in Un ballo in maschera und Prinzessin Eboli in Don Carlos. Sie sang aber auch das deutsche (Octavian in Der Rosenkavalier, Komponist), französische (Charlotte, Geneviève in Pelléas et Mélisande) und russische Repertoire (Marina in Boris Godunow) und übernahm Partien in Opern der musikalischen Moderne.
Die souveräne Beherrschung der Gesangstechnik erlaubte ihr auch die Bewältigung der schwierigen Partien für Koloratur-Alt (Kutsch/Riemens). In diesem Rollenfach war sie u. a. als Page Isolier in Le Comte Ory, mit dem sie international große Erfolge hatte, und als Isabella in L’italiana in Algeri zu hören.
Als Konzertsängerin übernahm sie u. a. die Alt-Soli in Werken von Hector Berlioz und Igor Strawinsky, in der Matthäuspassion von Bach und im Verdi-Requiem. Sie gab außerdem Liederabende (Lieder französischer und spanischer Komponisten, spanische Volkslieder).

## Tondokumente
Die Stimme von Schallplatten Cora Canne Meijer ist auf den Marken HMV (Isolier in Le Comte Ory, Live-Mitschnitt vom Glyndebourne Festival), Philips (Les Noces von Strawinsky), MMS, und Telefunken (Der Tag des Gerichts von Georg Philipp Telemann) dokumentiert. Bei Gala erschien unter dem Titel The Art Of Cora Canne Meijer In Opera eine umfangreiche CD-Kassette mit Radio-Aufnahmen und Live-Mitschnitten aus den Jahren von 1956 bis 1981.